# Пречець
Пречець (хорв. Prečec) — населений пункт у Хорватії, у Загребській жупанії у складі громади Брцковляни.

## Населення
Населення за даними перепису 2011 року становило 220 осіб.
Динаміка чисельності населення поселення:

## Клімат
Середня річна температура становить 10,79 °C, середня максимальна – 25,43 °C, а середня мінімальна – -6,33 °C. Середня річна кількість опадів – 843 мм.
| Клімат поселення                              | Клімат поселення | Клімат поселення | Клімат поселення | Клімат поселення | Клімат поселення | Клімат поселення | Клімат поселення | Клімат поселення | Клімат поселення | Клімат поселення | Клімат поселення | Клімат поселення | Клімат поселення |
| Показник                                      | Січ.             | Лют.             | Бер.             | Квіт.            | Трав.            | Черв.            | Лип.             | Серп.            | Вер.             | Жовт.            | Лист.            | Груд.            |                  |
| Середній максимум, °C                         | 6,05             | 8,28             | 12,84            | 17,33            | 22,48            | 25,43            | 24,72            | 23,95            | 19,98            | 14,74            | 9,11             | 5,08             |                  |
| Середня температура, °C                       | −0,13            | 2,09             | 6,65             | 11,13            | 16,28            | 19,24            | 20,81            | 20,09            | 16,09            | 10,84            | 5,22             | 1,20             |                  |
| Середній мінімум, °C                          | −6,33            | −4,12            | 0,46             | 4,94             | 10,09            | 13,04            | 16,93            | 16,16            | 12,18            | 6,94             | 1,32             | −2,7             |                  |
| Норма опадів, мм                              | 48               | 46               | 54               | 65               | 75               | 91               | 77               | 82               | 79               | 80               | 84               | 62               |                  |
| Середньомісячна швидкість вітру, м/с          | 1.90             | 2.10             | 2.50             | 2.40             | 2.20             | 2.00             | 1.97             | 1.80             | 1.80             | 1.80             | 1.90             | 1.90             |                  |
| Середньомісячна сонячна радіація, кДж/м²·день | 4090             | 6886             | 10600            | 15030            | 19224            | 21247            | 22015            | 19309            | 14163            | 8763             | 4540             | 3325             |                  |
| --------------------------------------------- | ---------------- | ---------------- | ---------------- | ---------------- | ---------------- | ---------------- | ---------------- | ---------------- | ---------------- | ---------------- | ---------------- | ---------------- | ---------------- |
| Джерело:                                      |                  |                  |                  |                  |                  |                  |                  |                  |                  |                  |                  |                  |                  |